# Her
Her är en amerikansk dramafilm från 2013 skriven och regisserad av Spike Jonze med Joaquin Phoenix i huvudrollen. 

## Handling
Filmen följer Theodore Twombly, en man som utvecklar en relation med Samantha, ett operativsystem (AI) förmänskligat genom en kvinnoröst.

## Produktion
Her spelades in i Los Angeles och Shanghai under 2012 och 2013. 
Under postproduktionen ersattes Samantha Morton, som ursprungligen gjorde rösten till Samantha, med Scarlett Johansson. Detta medförde att nya scener fick filmas. 

## Om filmen
Spike Jonze fick idén till filmen efter att ha läst en artikel om Cleverbot, en webapplikation som använder en AI-algoritm och kan ha konversationer med människor.  
Filmen nominerades till flera priser och Spike Jonze vann bland annat en Golden Globe Award för Bästa manus. Vid Oscarsgalan 2014 nominerades Her till fem priser, inklusive Bästa film och Bästa originalmanus varav den vann i den sistnämnda kategorin.
Filmen tillägnades James Gandolfini, Harris Savides, Adam Yauch och Maurice Sendak, samtliga tidigare kollegor eller vänner till Jonze. 

## Rollista

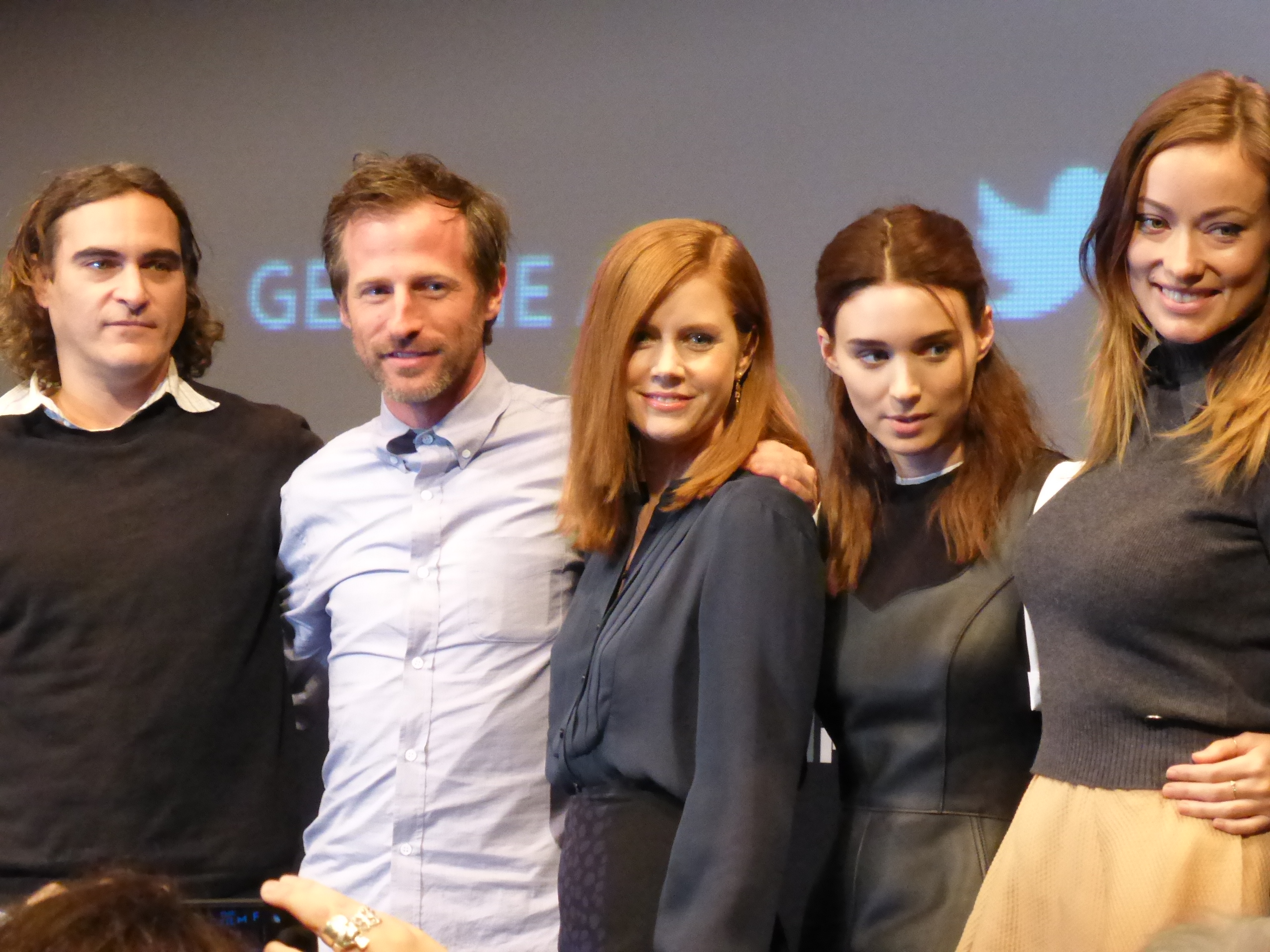
Från vänster: Joaquin Phoenix, Spike Jonze, Amy Adams, Rooney Mara och Olivia Wilde vid filmpremiären på New York Film Festival 2013.

- Joaquin Phoenix – Theodore Twombly
- Scarlett Johansson – Samantha (röst)
- Amy Adams – Amy
- Rooney Mara – Catherine Klausen
- Olivia Wilde – Blind Date
- Chris Pratt – Paul
- Matt Letscher – Charles
- Portia Doubleday – Surrogate Date Isabella
- Sam Jaeger – Dr. Johnson
- Luka Jones – Mark Lewman
- Kristen Wiig – SexyKitten (röst)
- Bill Hader – Chat Room Friend #2 (röst)
- Spike Jonze – Alien Child (röst)
- Soko – Isabella (röst)
- Brian Cox – Alan Watts (röst)